# Amtsenthebungsverfahren gegen Andrew Johnson

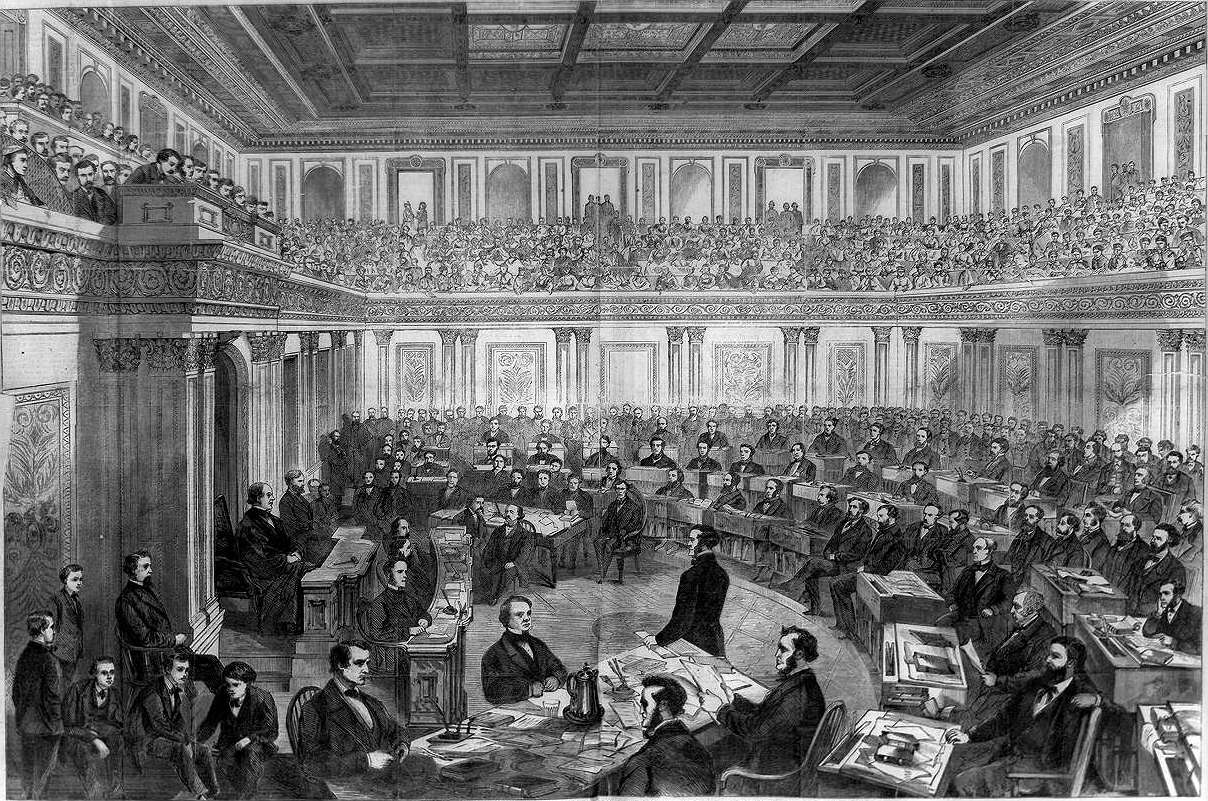
Impeachment von Andrew Johnson

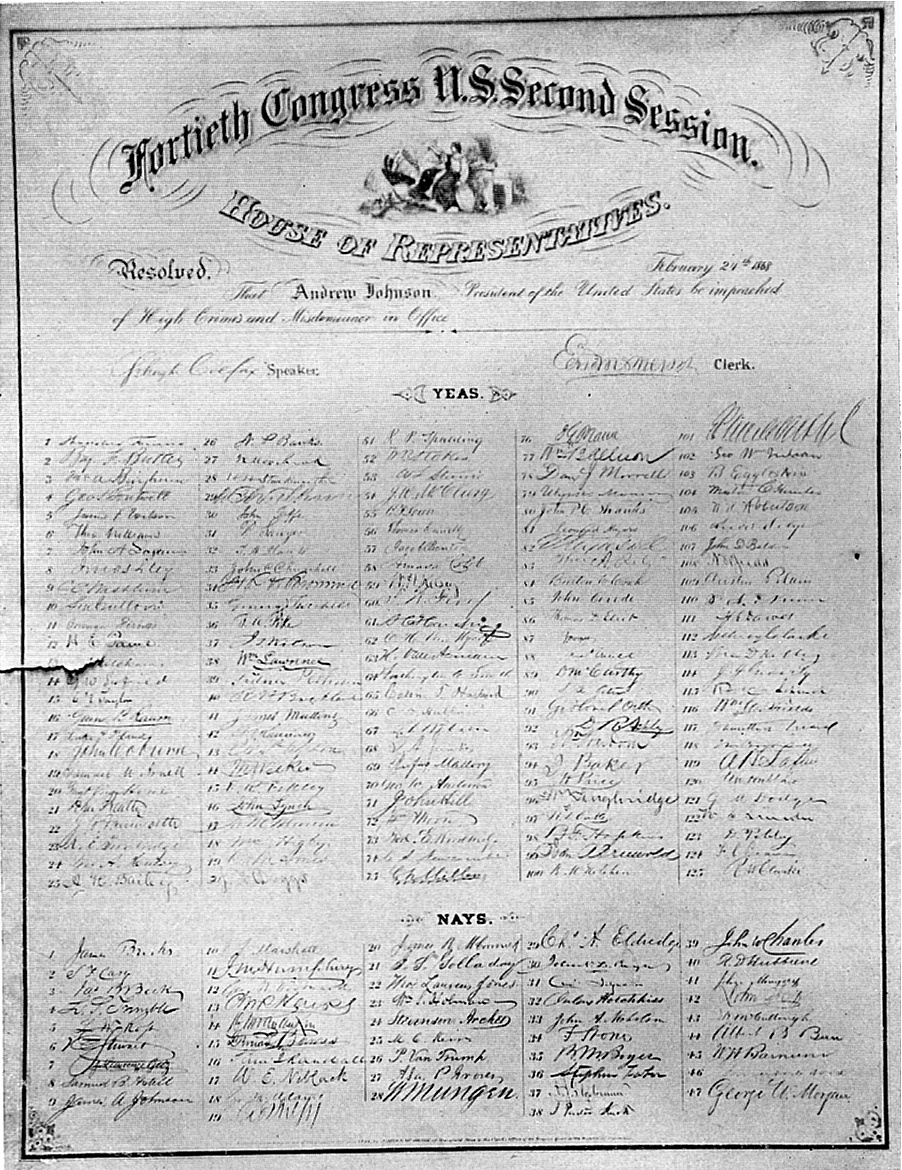
Resolution

Das Amtsenthebungsverfahren gegen Andrew Johnson wurde am 24. Februar 1868 eingeleitet, als das Repräsentantenhaus der Vereinigten Staaten beschloss, Andrew Johnson, den 17. Präsidenten der Vereinigten Staaten, wegen „hoher Verbrechen und Vergehen“ (high crimes and misdemeanors) anzuklagen, die in 11 Artikeln der Anklage aufgeführt wurden. Die Hauptanklage gegen Johnson lautete, dass er gegen den Tenure of Office Act verstoßen hatte, den der Kongress im März 1867 gegen sein Veto verabschiedet hatte. Konkret hatte er den Kriegsminister Edwin M. Stanton aus dem Amt entfernt – den das Gesetz größtenteils schützen sollte – und versucht, ihn durch den Brigadegeneral Lorenzo Thomas zu ersetzen. Zuvor hatte Johnson, während der Kongress nicht tagte, Stanton suspendiert und General Ulysses S. Grant zum Kriegsminister ad interim ernannt.
Johnson wurde am 2. und 3. März 1868 als erster amerikanischer Präsident angeklagt, als das Repräsentantenhaus die Artikel der Anklage formell annahm und sie an den Senat der Vereinigten Staaten zur Entscheidung weiterleitete. Der Prozess im Senat begann drei Tage später unter dem Vorsitz des Obersten Richters Salmon P. Chase. Am 16. Mai verurteilte der Senat Johnson in einem Anklagepunkt nicht, wobei die 35-19 Stimmen für eine Verurteilung die notwendige Zweidrittelmehrheit um eine einzige Stimme verfehlten. Eine 10-tägige Pause wurde einberufen, bevor versucht wurde, ihn in weiteren Anklagepunkten zu verurteilen. Am 26. Mai verurteilte der Senat den Präsidenten in zwei Anklagepunkten nicht, beide mit der gleichen Mehrheit, woraufhin der Prozess vertagt wurde, ohne die verbleibenden acht Anklagepunkte zu behandeln.
Das Amtsenthebungsverfahren und der Prozess gegen Andrew Johnson hatten wichtige politische Auswirkungen auf das Gleichgewicht zwischen gesetzgebender und ausführender Gewalt auf Bundesebene. Es hielt das Prinzip aufrecht, dass der Kongress den Präsidenten nicht aus dem Amt entfernen sollte, nur weil seine Mitglieder mit ihm in Bezug auf Politik, Stil und Verwaltung des Amtes nicht einverstanden waren. Es führte auch zu einem verminderten Einfluss des Präsidenten auf die öffentliche Politik und die allgemeine Regierungsgewalt und förderte ein Regierungssystem, das der zukünftige Präsident Woodrow Wilson in den 1880er Jahren als „Kongressregierung“ bezeichnete.